# Jeholská biota

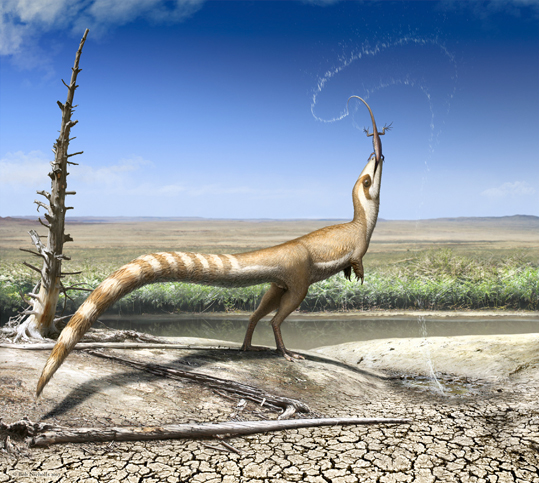
Pohled na ekologickou scénu s dinosaurem rodu Sinosauropteryx a ještěrkou rodu Dalinghosaurus, která se stává jeho kořistí.

Jeholská biota je název soustavy ekosystémů na území současné severovýchodní Číny (zejména provincie Liao-ning, ale například také Šan-tung) v období rané křídy (asi před 135 až 120 miliony let). Pojmenovaná je podle místa nálezů, v čínském regionu Džehol. Tato fauna sousedila s vysoko položenými oblastmi s velmi chladným klimatem (kde dočasně existovaly i ledovce a permafrost).

## Charakteristika a význam
Jedná se o ekosystémy obývané tehdy dominantními dinosaury a jejich četnými současníky, dochované do velkých detailů díky objevům v jemnozrnných sopečných sedimentech. Významnými objevy jsou například opeření dinosauři (již několik desítek druhů), ale také četní bezobratlí, praptáci (zejména skupina Enantiornithes), ptakoještěři z různých vývojových skupin, pravěcí savci, ad. Výzkum Jeholské bioty významně zpřesňuje naše povědomí o konkrétní podobě, bohatosti a různorodosti (zejména biodiverzitě) druhohorních ekosystémů.
V rámci těchto ekosystémů dochází k výrazným výkyvům v podnebí, a to včetně příchodu chladných podmínek se sněhem a ledem v zimním období. Průměrné teploty zde klesaly k 10 °C, v zimě se pak pohybovaly i pod bodem mrazu. Na tuto skutečnost reagovala fauna vyvinutím tepelné izolace těla (opeření u dinosaurů, hustší srst u savců) i změnou svých ekologických návyků. V některých případech zde docházelo k náhlým sopečným erupcím a následnému pohřbení života v širokém okolí. Tím si Jeholská biota vysloužila přezdívku "Křídové Pompeje".
Výzkumy ukazují, že v rámci ekosystémů Jeholské bioty docházelo postupně po milionech let k pozvolnému oteplování podnebí, což lze vysledovat jak v geochemických stopách, tak například i v odpovědní evoluční reakci organismů - které se postupně relativně "zmenšují".

## Neobvyklé objevy

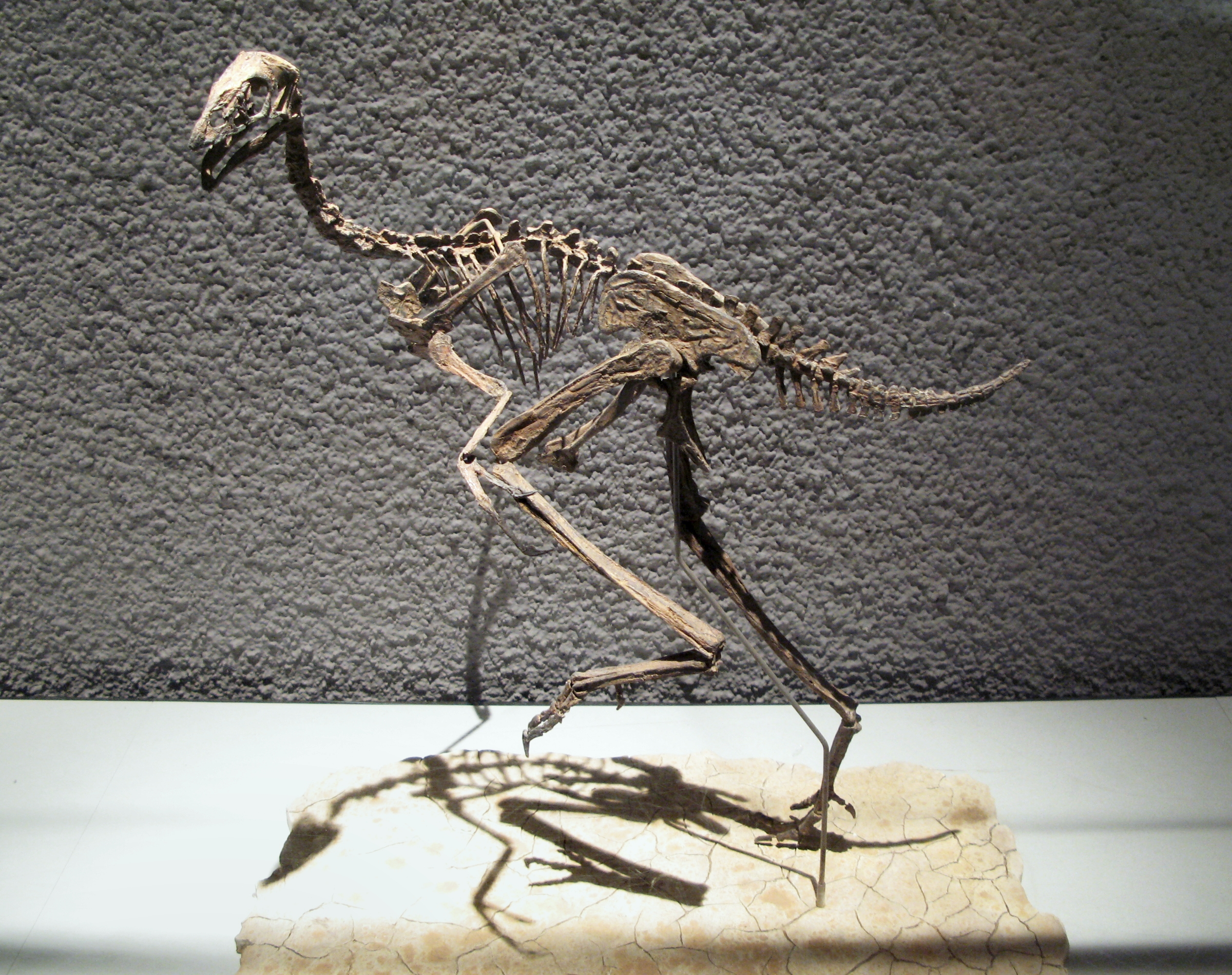
Rekonstruovaná kostra dinosaura druhu Caudipteryx zoui.

Mnohé fosilie zde byly dochovány v exkluzivní kvalitě. U malého opeřeného teropodního dinosaura rodu Caudipteryx, žijícího před 125 miliony let a známého podle četných fosilií z geologického souvrství Yixian, byla v roce 2021 identifikována fosilie původní buněčné struktury, která by mohla být chromatinem (obsahovat jakési pozůstatky komplexu DNA a bílkovin).